# Temnochila omolopha
Temnochila omolopha là một loài bọ cánh cứng trong họ Trogossitidae. Loài này được Barron miêu tả khoa học năm 1971.